# Thomas Robinson, 1. Baron Grantham
Thomas Robinson, 1. Baron Grantham (* 24. April 1695 in Grantham (Lincolnshire); † 30. September 1770 in London) war ein britischer Diplomat und Politiker.

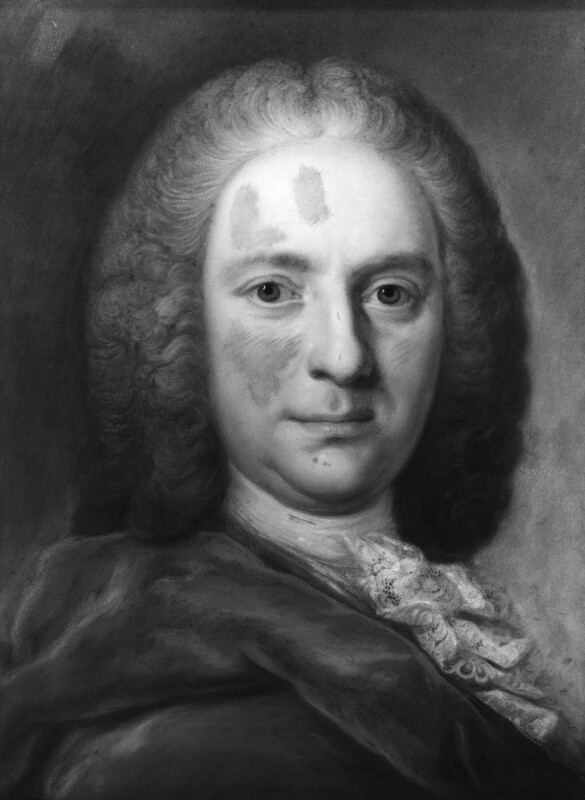
Thomas Robinson, 1. Baron Grantham

Er war der jüngste Sohn des Parlamentsmitglieds für York (1697 bis 1722) und Bürgermeisters von York Sir William Robinson, 1. Baronet (1655–1736) aus einer Kaufmannsfamilie in Yorkshire. Sein älterer Bruder war Rear Admiral Tancred Robinson (um 1685–1754).
Robinson besuchte die Universität Cambridge und war danach als Diplomat in Paris (Botschaftssekretär 1723 bis 1730) und Wien, wo er 1730 bis 1748 Botschafter war. Er war unter anderem an den Verhandlungen zum Vertrag von Wien (1731) beteiligt und 1748 vertrat er England beim Frieden von Aachen. 1742 wurde er als Knight Companion des Bathordens zum Ritter geschlagen. 1748 bis 1761 war er auf Seiten der Whigs Abgeordneter im House of Commons für Christchurch (und zuvor schon 1727 bis 1734 für Thirsk) und 1750 wurde er in den Privy Council berufen. 1754 wurde er Staatssekretär im Southern Department des Außenministeriums und Mitglied im Kabinett des britischen Premierministers dem Duke of Newcastle als Leader of the House of Commons, was er bis 1755 blieb. 1761 wurde er als Baron Grantham, of Grantham in the County of Lincoln, zum Peer erhoben und erhielt einen Sitz im House of Lords. 1748/48 war er junior Lord of Trade, 1749 bis 1754 und 1755 bis 1760 war er Master of the Great Wardrobe, 1755 Lord Justice of the Realm und 1765/66 Postmaster General.
Der Ort Grantham in New Hampshire ist nach ihm benannt.
1737 heiratete er Frances Worsley (1716–1750), mit der er zwei Söhne und sechs Töchter hatte. Sein Sohn Thomas erbte seinen Baronstitel.